# Saint-Côme (Gironde)
Pour les articles homonymes, voir Saint-Côme.
Saint-Côme est une commune du Sud-Ouest de la France, située dans le département de la Gironde, en région Nouvelle-Aquitaine.

## Géographie

### Localisation
La commune est située dans le Bazadais à l'est de Bazas, le Beuve et ses affluents, qui dessinent les contours de la commune de Saint-Côme, lui donnent la forme approximative d'un cœur.
Les rives parfois basses, sont bordées de zones humides, occupées par des herbages comme en témoigne le nom du lieu-dit Labarthe.
Au milieu de paysages pleins de charme, vallonnés, parcourus de ruisseau entourés de versants boisés et de prairies le village s'élève au sommet d'un coteau, à 90 m d'altitude.
La commune se situe à 62 km au sud-est de Bordeaux, chef-lieu du département, à 18 km au sud-est de Langon, chef-lieu d'arrondissement et à 3 km à l'est de Bazas (avec laquelle elle forme une unité urbaine), ancien chef-lieu de canton.

### Communes limitrophes
Les communes limitrophes en sont Gajac au nord-est, Birac au sud-est, Sauviac au sud-ouest, et Bazas au nord-ouest.
| Bazas   |            | Gajac |
|         | Saint-Côme |       |
| Sauviac |            | Birac |

Représentations cartographiques de la commune
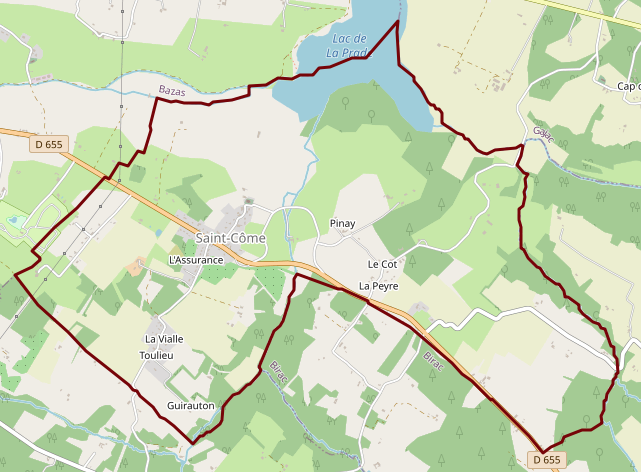
Carte OpenStreetMap.
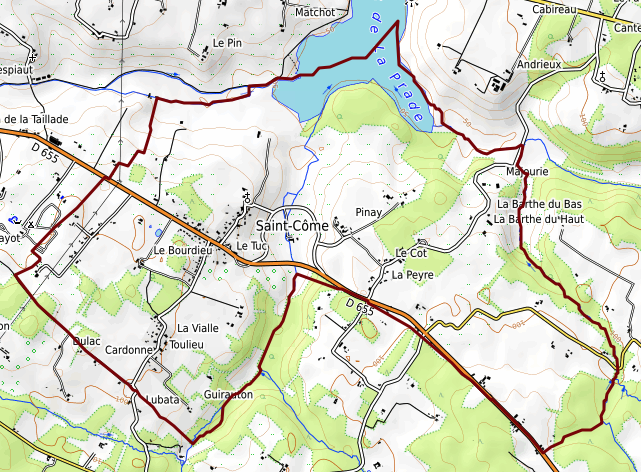
Carte topographique.
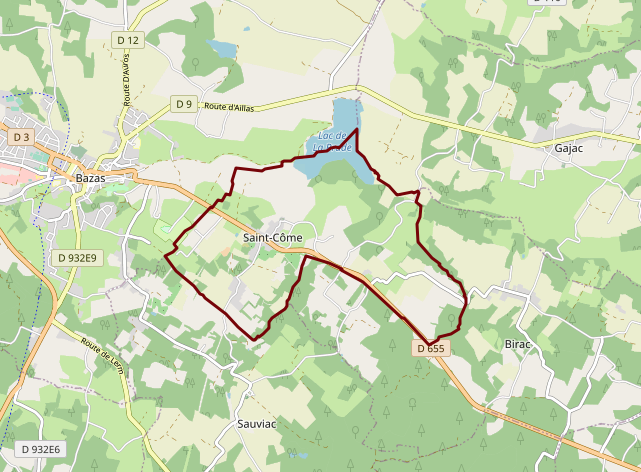
Carte avec les communes environnantes.

### Climat
Pour des articles plus généraux, voir Climat de la Nouvelle-Aquitaine et Climat de la Gironde.
Historiquement, la commune est exposée à un climat océanique aquitain.  
En 2020, Météo-France publie une typologie des climats de la France métropolitaine dans laquelle la commune est exposée à un climat océanique et est dans la région climatique  Aquitaine, Gascogne, caractérisée par une pluviométrie abondante au printemps, modérée en automne, un faible ensoleillement au printemps, un été chaud (19,5 °C), des vents faibles, des brouillards fréquents en automne et en hiver et des orages fréquents en été (15 à 20 jours).
Pour la période 1971-2000, la température annuelle moyenne est de 13,7 °C, avec une amplitude thermique annuelle de 14,4 °C. Le cumul annuel moyen de précipitations est de 884 mm, avec 11,7 jours de précipitations en janvier et 7 jours en juillet. Pour la période 1991-2020, la température moyenne annuelle observée sur la station météorologique la plus proche, située sur la commune de Cazats à 5 km à vol d'oiseau, est de 13,7 °C et le cumul annuel moyen de précipitations est de 825,5 mm,. Pour l'avenir, les paramètres climatiques de la commune estimés pour 2050 selon différents scénarios d’émission de gaz à effet de serre sont consultables sur un site dédié publié par Météo-France en novembre 2022.

## Urbanisme

### Typologie
Au 1er janvier 2024, Saint-Côme est catégorisée commune rurale à habitat dispersé, selon la nouvelle grille communale de densité à sept niveaux définie par l'Insee en 2022.
Elle appartient à l'unité urbaine de Bazas, une agglomération intra-départementale regroupant deux  communes, dont elle est une commune de la banlieue,,. Par ailleurs la commune fait partie de l'aire d'attraction de Bazas, dont elle est une commune de la couronne,. Cette aire, qui regroupe 18 communes, est catégorisée dans les aires de moins de 50 000 habitants,.

### Occupation des sols

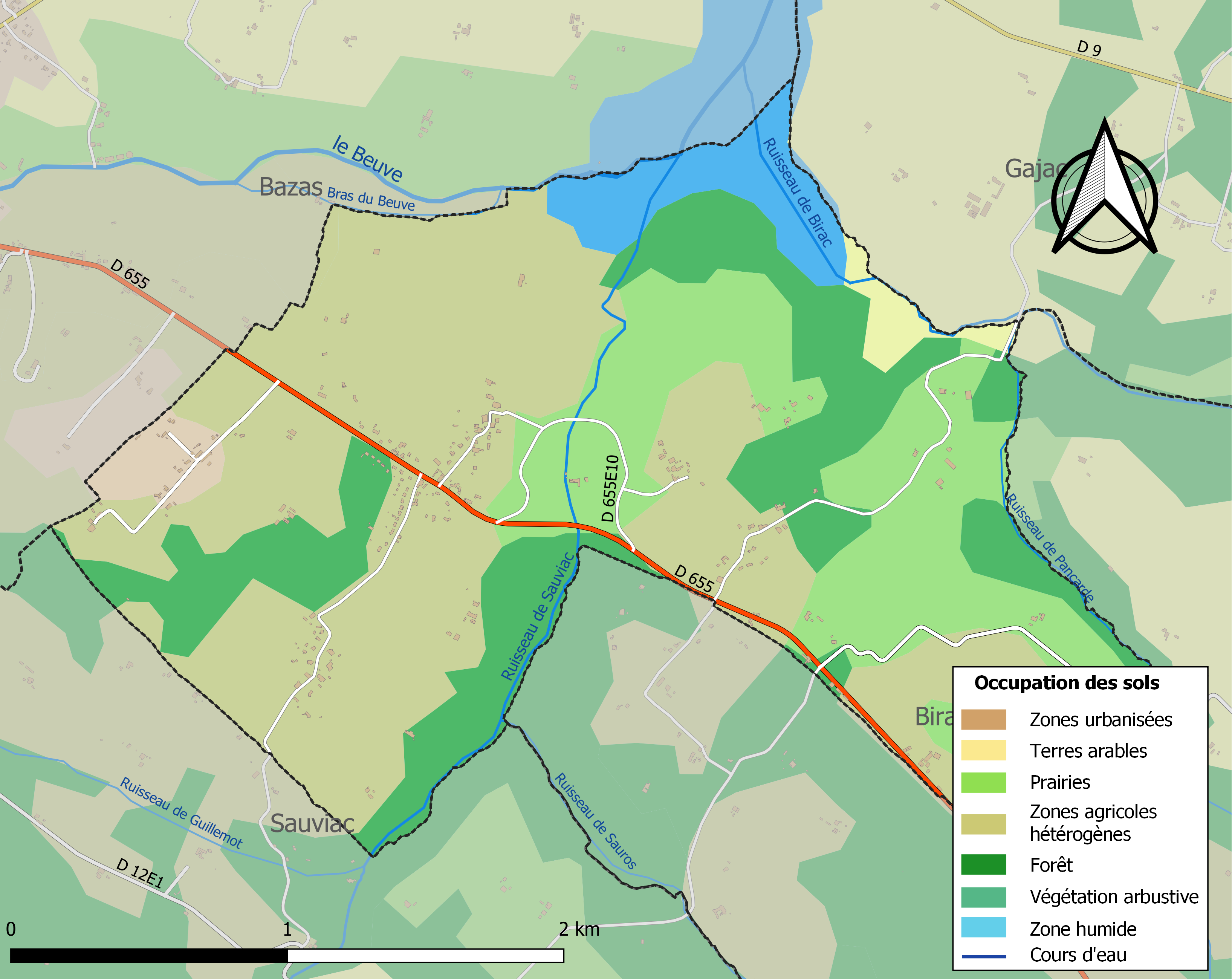
Carte des infrastructures et de l'occupation des sols de la commune en 2018 (CLC).

L'occupation des sols de la commune, telle qu'elle ressort de la base de données européenne d’occupation biophysique des sols Corine Land Cover (CLC), est marquée par l'importance des territoires agricoles (71 % en 2018), en diminution par rapport à 1990 (72,8 %). La répartition détaillée en 2018 est la suivante : 
zones agricoles hétérogènes (45,2 %), prairies (24,5 %), forêts (22 %), eaux continentales (4,9 %), espaces verts artificialisés, non agricoles (2 %), terres arables (1,3 %). L'évolution de l’occupation des sols de la commune et de ses infrastructures peut être observée sur les différentes représentations cartographiques du territoire : la carte de Cassini (XVIIIe siècle), la carte d'état-major (1820-1866) et les cartes ou photos aériennes de l'IGN pour la période actuelle (1950 à aujourd'hui).

### Voies de communication et transports
La principale voie de communication routière qui traverse la commune est la route départementale D655, qui relie Bazas à l'ouest-nord-ouest à Lavazan et Grignols à l'est-sud-est.
L'accès à l'autoroute A62 (Bordeaux-Toulouse) le plus proche est le no 4, dit de La Réole, distant de 19 km vers le nord-est.

L'accès no 1, dit de Bazas, à l'autoroute A65 (Langon-Pau) se situe à 6,5 km vers l'ouest-nord-ouest.
La gare SNCF la plus proche est celle de Langon, distante de 19 km vers le nord-ouest, sur la ligne Bordeaux-Sète du TER Nouvelle-Aquitaine.

### Risques majeurs
Le territoire de la commune de Saint-Côme est vulnérable à différents aléas naturels : météorologiques (tempête, orage, neige, grand froid, canicule ou sécheresse) et séisme (sismicité très faible). Un site publié par le BRGM permet d'évaluer simplement et rapidement les risques d'un bien localisé soit par son adresse soit par le numéro de sa parcelle.

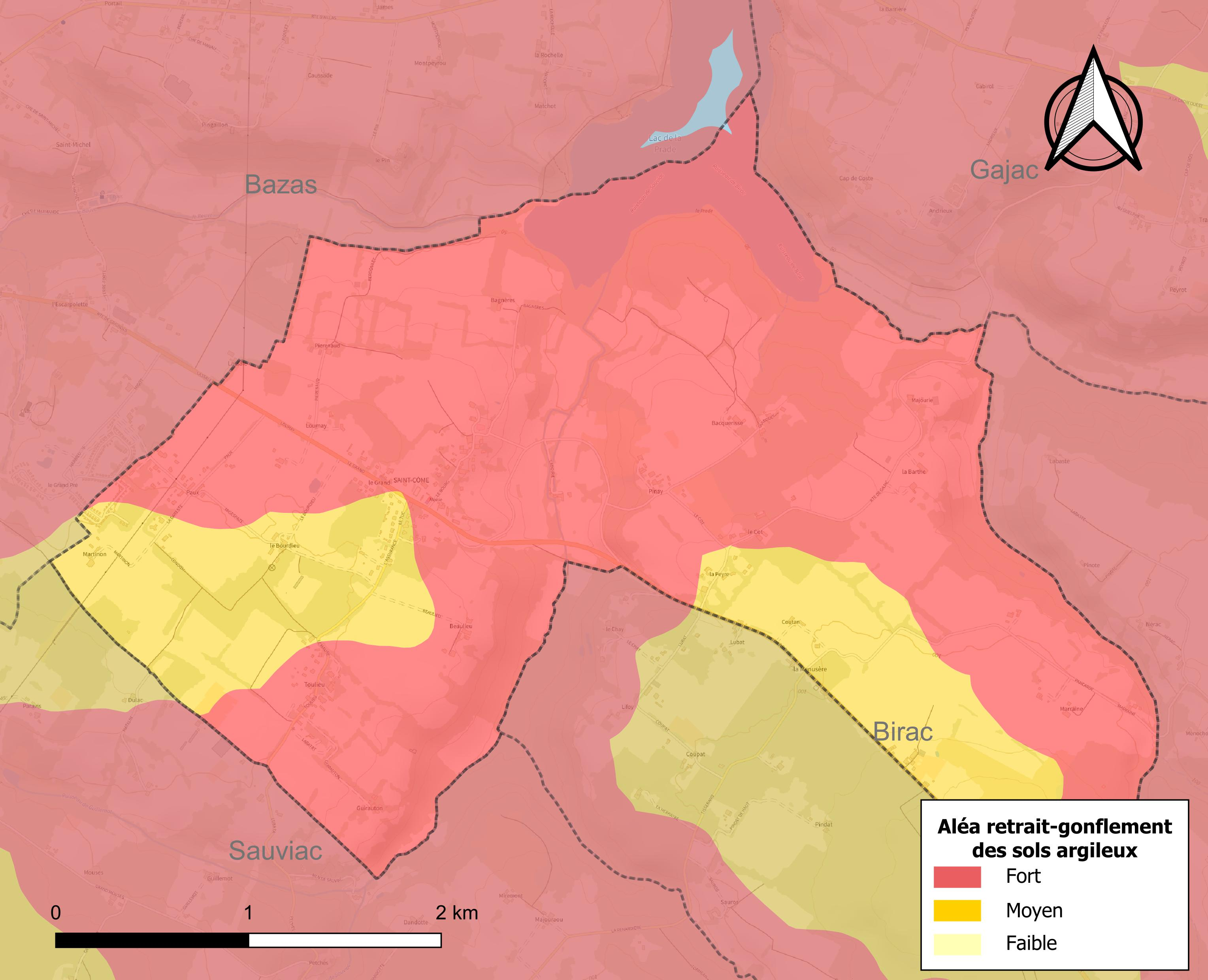
Carte des zones d'aléa retrait-gonflement des sols argileux de Saint-Côme.

Le retrait-gonflement des sols argileux est susceptible d'engendrer des dommages importants aux bâtiments en cas d’alternance de périodes de sécheresse et de pluie. La totalité de la commune est en aléa moyen ou fort (67,4 % au niveau départemental et 48,5 % au niveau national). Sur les 144 bâtiments dénombrés sur la commune en 2019, 144 sont en aléa moyen ou fort, soit 100 %, à comparer aux 84 % au niveau départemental et 54 % au niveau national. Une cartographie de l'exposition du territoire national au retrait gonflement des sols argileux est disponible sur le site du BRGM,.
La commune a été reconnue en état de catastrophe naturelle au titre des dommages causés par les inondations et coulées de boue survenues en 1982, 1983, 1999, 2009, 2013 et 2020, par la sécheresse en 2011 et 2017 et par des mouvements de terrain en 1999.

## Toponymie
En gascon, le nom de la commune est Sent Còrme.

## Histoire
L'édifice le plus ancien est l'église dédiée à saints Côme et Damien. Plusieurs fois, elle a été abîmée ou détruite au cours des siècles, d'abord par les normands au Xe siècle, ensuite, durant de la guerre de Cent Ans, puis par les calvinistes, enfin, pendant la période révolutionnaire.
À la Révolution, la paroisse Saint-Côme forme la commune de Saint-Côme.
Au cours de la période de la Convention nationale (1792-1795), la commune a adopté le nom révolutionnaire de La Montagne.

## Politique et administration
| Période                                  | Période  | Identité          | Étiquette | Qualité       |
| ---------------------------------------- | -------- | ----------------- | --------- | ------------- |
|                                          | 1814     | M. Duchamps       |           |               |
| 1815                                     | 1815     | M. Benquet        |           |               |
| 1815                                     | 1831     | M. Duchamps       |           |               |
| 1831                                     | 1835     | Jacques Darquey   |           |               |
| 1835                                     | 1883     | Pierre Couthure   |           |               |
| 1883                                     | 1903     | Michel Béguerie † |           |               |
| 1903                                     | 1907     | Paul Benquet      |           |               |
| 1907                                     | 1912     | Jean Lartigue     |           |               |
| 1912                                     |          | Léon Baluteau     |           |               |
| 1919                                     | ?        | Hervé Benquet     |           |               |
| Les données manquantes sont à compléter. |          |                   |           |               |
| 1958                                     | 2001     | Georges de Freyne |           | Avocat        |
| mars 2001                                | En cours | Serge Mourlanne   |           | Fonctionnaire |
| Les données manquantes sont à compléter. |          |                   |           |               |

## Population et société

### Démographie
Ses habitants sont appelés les Saint-Cômais.
L'évolution du nombre d'habitants est connue à travers les recensements de la population effectués dans la commune depuis 1793. Pour les communes de moins de 10 000 habitants, une enquête de recensement portant sur toute la population est réalisée tous les cinq ans, les populations de référence des années intermédiaires étant quant à elles estimées par interpolation ou extrapolation. Pour la commune, le premier recensement exhaustif entrant dans le cadre du nouveau dispositif a été réalisé en 2008.

En 2022, la commune comptait 326 habitants, en évolution de +2,19 % par rapport à 2016 (Gironde : +6,91 %, France hors Mayotte : +2,11 %).
| 1793 | 1800 | 1806 | 1821 | 1831 | 1836 | 1841 | 1846 | 1851 |
| ---- | ---- | ---- | ---- | ---- | ---- | ---- | ---- | ---- |
| 490  | 477  | 563  | 406  | 411  | 446  | 502  | 501  | 455  |

| 1856 | 1861 | 1866 | 1872 | 1876 | 1881 | 1886 | 1891 | 1896 |
| ---- | ---- | ---- | ---- | ---- | ---- | ---- | ---- | ---- |
| 481  | 453  | 454  | 431  | 442  | 427  | 452  | 425  | 397  |

| 1901 | 1906 | 1911 | 1921 | 1926 | 1931 | 1936 | 1946 | 1954 |
| ---- | ---- | ---- | ---- | ---- | ---- | ---- | ---- | ---- |
| 368  | 351  | 364  | 300  | 288  | 283  | 283  | 274  | 284  |

| 1962 | 1968 | 1975 | 1982 | 1990 | 1999 | 2006 | 2008 | 2013 |
| ---- | ---- | ---- | ---- | ---- | ---- | ---- | ---- | ---- |
| 288  | 249  | 271  | 278  | 256  | 249  | 286  | 297  | 310  |

| 2018 | 2022 | - | - | - | - | - | - | - |
| ---- | ---- | - | - | - | - | - | - | - |
| 321  | 326  | - | - | - | - | - | - | - |

### Enseignement
possède une école primaire

### Vie associative
La commune dispose d'une vie associative riche avec un club de théâtre, la société de chasse, un club de gymnastique, et un comité des fêtes dynamique.

## Économie
Dans la commune se trouvent un restaurant et deux artisans.

### Agriculture
La commune compte environ une demi douzaine d'agriculteurs : élevage bovin, notamment de race bazadaise, céréales, fraises et tabac. Une ferme biologique a fait son apparition depuis 2011 (plantes aromatiques et médicinales, vergers, maraîchages, cueillette de fleurs sauvages).

## Culture locale et patrimoine

### Lieux et monuments
- Église Saint-Côme-et-Saint-Damien, souvent reconstruite et remaniée, ne présente aucune unité architecturale ; en 1838, de grands travaux de rénovation furent entrepris par l'abbé O'Reilly, curé de la paroisse.

Jusqu'au début du XXe siècle, la vénération portée à saint Côme, saint patron de la paroisse était grande et donnait lieu à un pèlerinage annuel. À cette dévotion, on avait attaché les vertus curatives de l'eau de la fontaine près de l'église, qui selon la légende guérissait les affections cardiaques.
À l'intérieur de l'église on peut voir une clé de voûte portant en chiffres romains la date de 1653. L'autel en bois du XVIIIe siècle est répertorié à l'inventaire des bâtiments de France. On peut remarquer, dans l'église, la statue de saint Côme tenant dans sa main droite un cœur, alors que sa main gauche est posée sur une épée, instrument de son martyre sous Dioclétien, au IVe siècle.
- Le domaine de Beaulieu, ensemble de bâtiments classiques du XVIIIe siècle se cache dans la vallée du ruisseau de Sauviac.
- La Maison Noble La Vialle (label de la Fondation du Patrimoine) construite en 1568, possède un corps de logis rectangulaire à deux niveaux contre lequel s'appuie une tour ronde avec une toiture dite « en poivrière » couverte d'ardoise, les fenêtres sont à meneaux. Elle a été brulée en 1568 et reconstruite en 1597. Elle possède un perron et un cadran solaire est intégré à l'angle sud du corps du logis.
Les premiers propriétaires ont été la famille de Roux (Jean) prévôt royal à Bazas dès 1579.

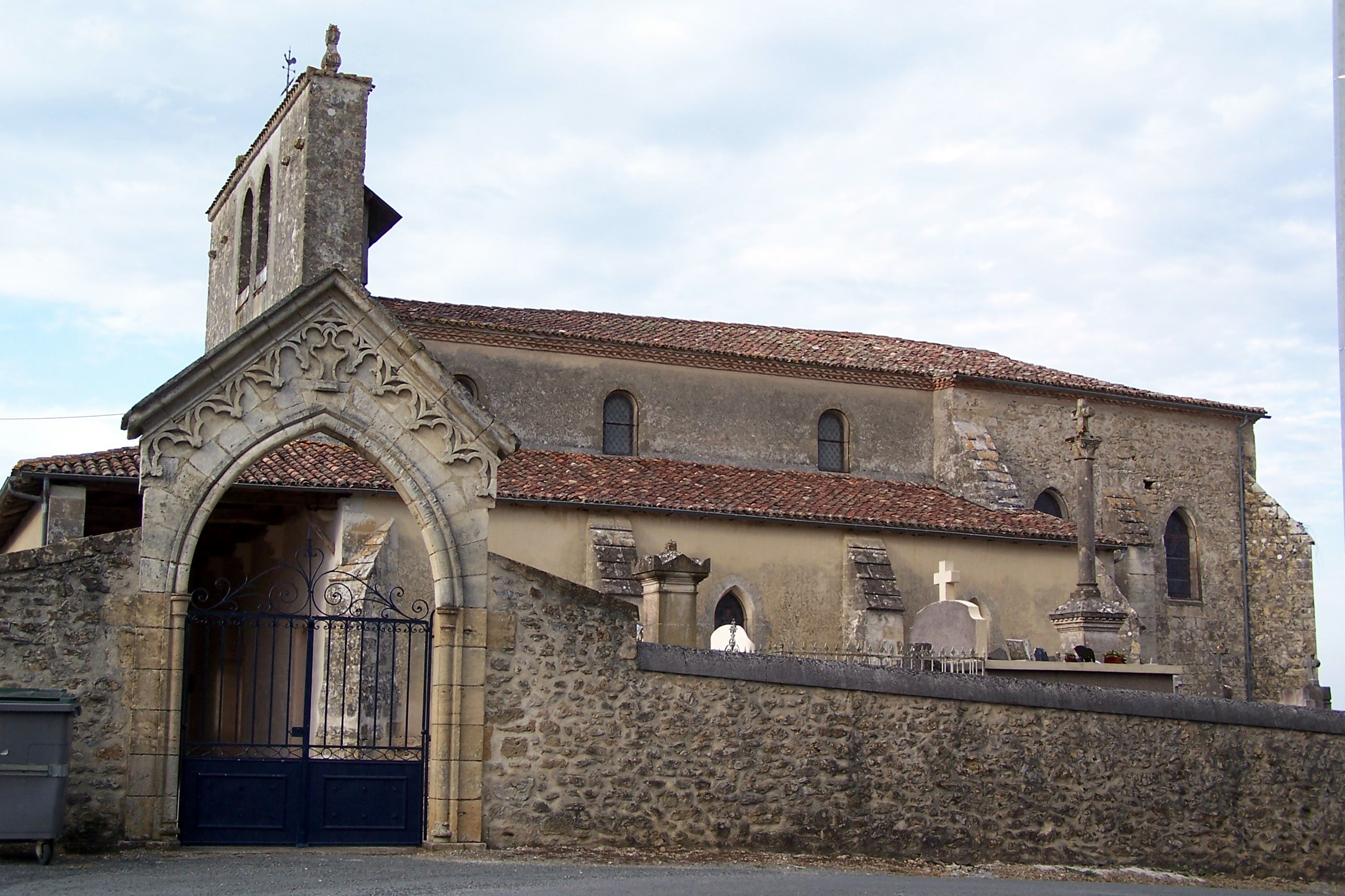
Vue sud de l'église Saint-Côme-et-Saint-Damien (sept. 2011)
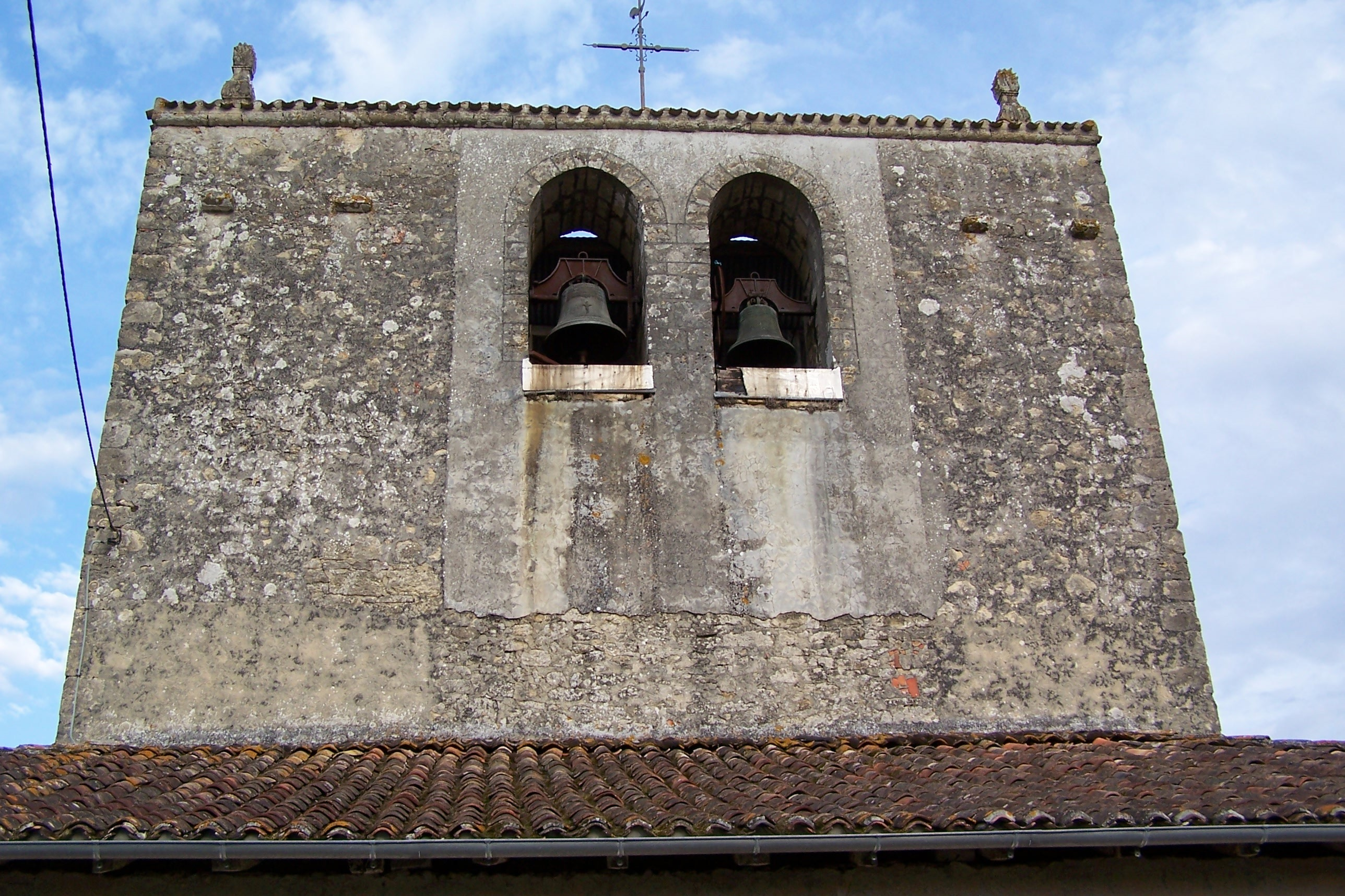
Le clocher-mur de l'église (sept. 2011)
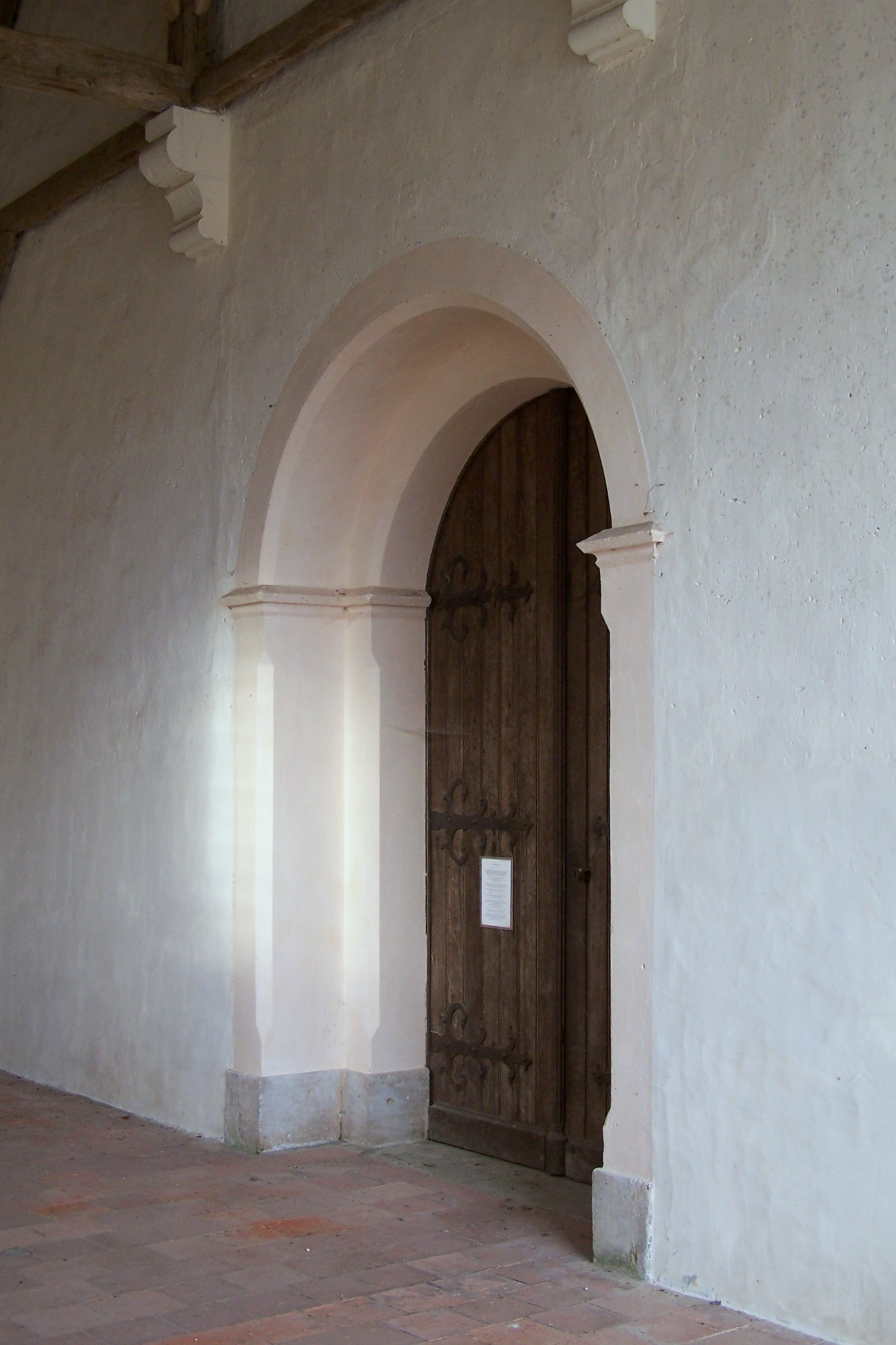
Le portail face à l'ouest (sept. 2011)
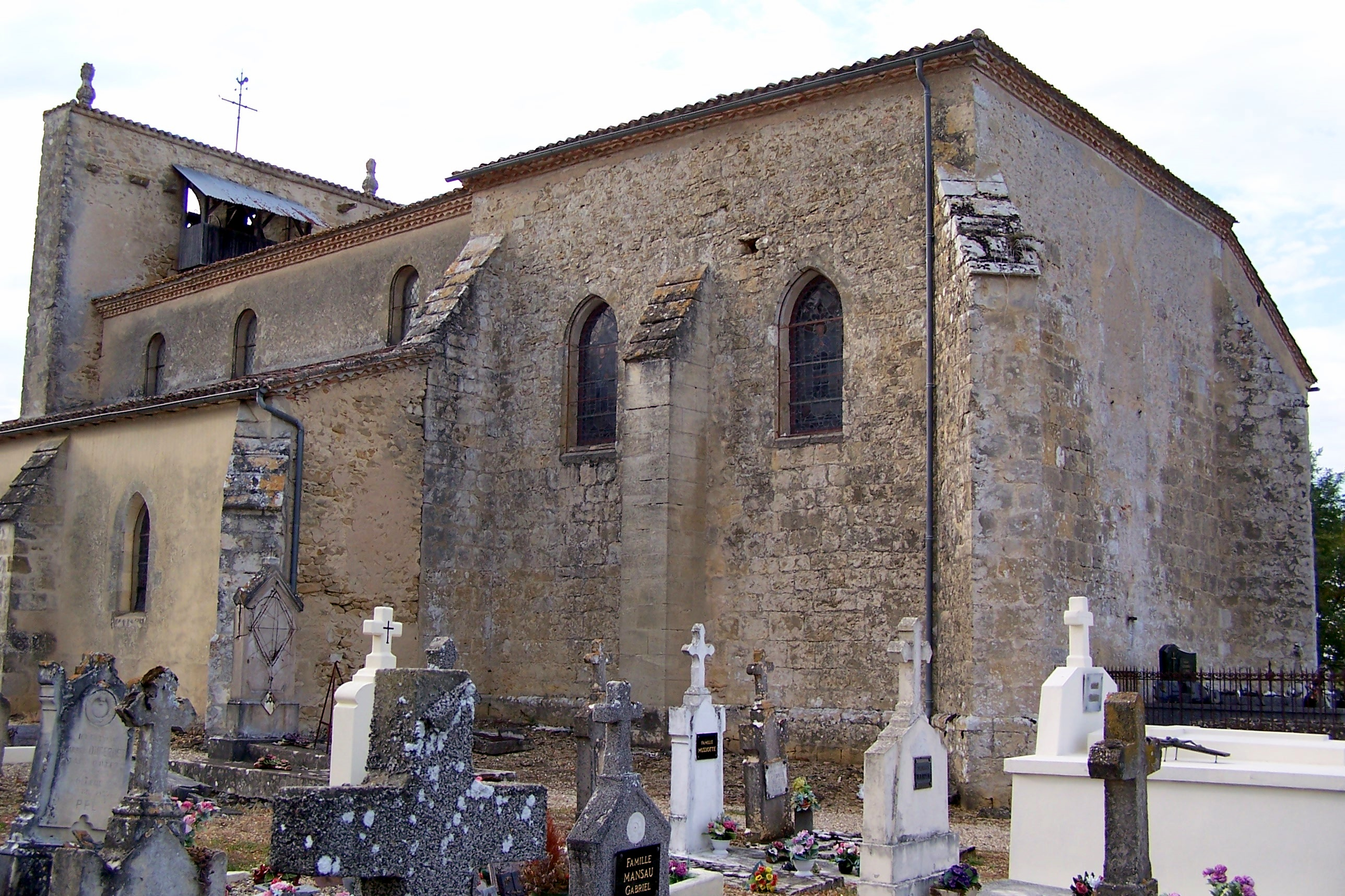
Le chevet (sept. 2011)
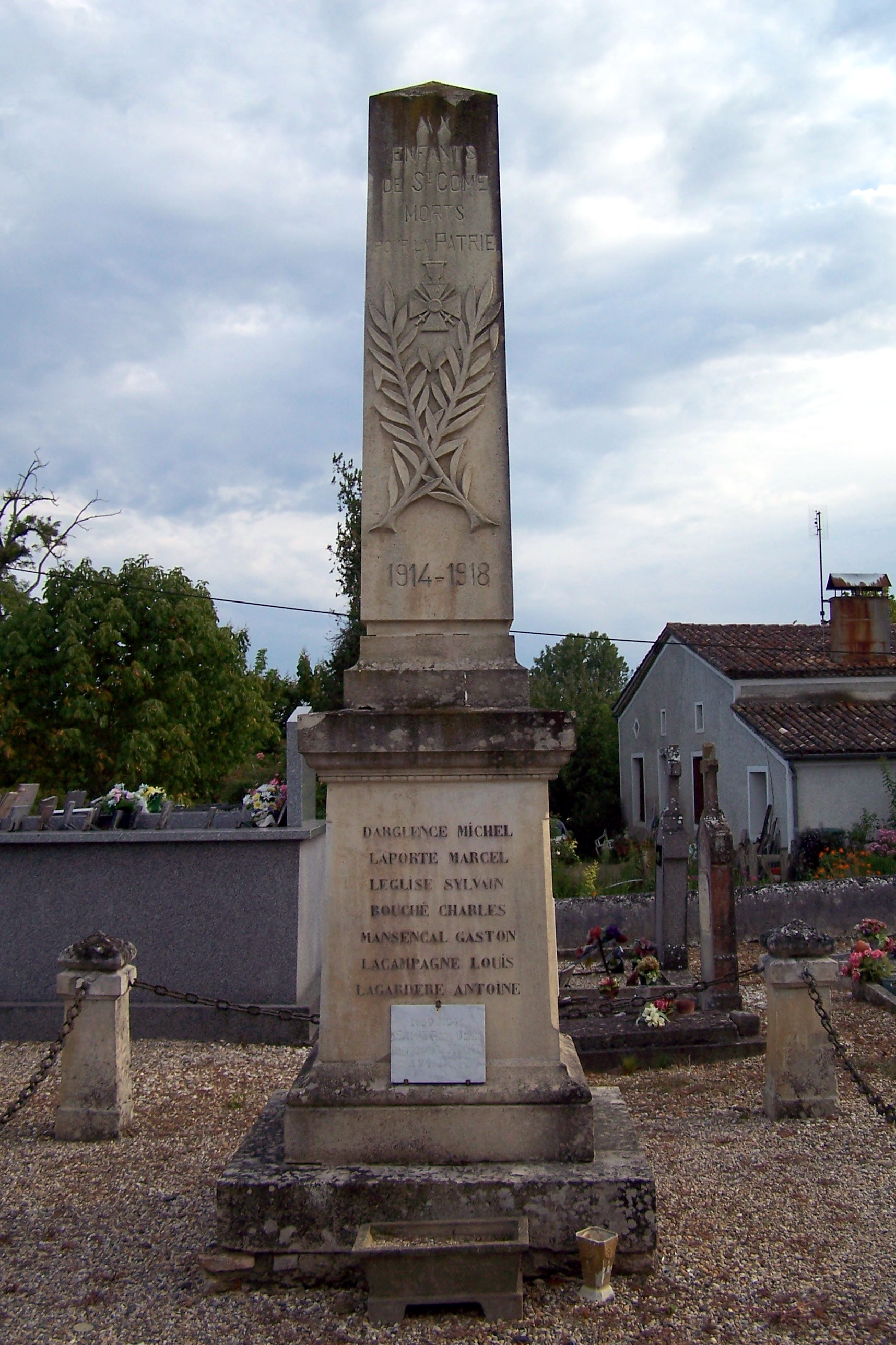
Le monument aux morts dans le cimetière attenant à l'église (sept. 2011)

### Personnalités liées à la commune
- L'abbé Patrice-John O'Reilly, curé de Saint-Côme, était un prêtre d'origine irlandaise. Il est l'auteur d'un ouvrage intitulé Histoire de Bazas.

### Héraldique
| Armes | Les armes de Saint-Côme se blasonnent ainsi : Parti, au premier d'azur à la fontaine jaillissante d'argent, au deuxième de gueules à l'épée versée d'argent, le tout sommé d'un chef d'or chargé d'un cœur de gueules |